# رود روچ
رود روچ (روسی: Ручь) یک رودخانه در سرزمین پرم کشور روسیه است.